# La mujer y la selva
La mujer y la selva es una película de Argentina en blanco y negro dirigida por José Agustín Ferreyra según el guion de Lola Pita Martínez que se estrenó el 3 de diciembre de 1941 y que tuvo como protagonistas a Néstor Deval, Cora Farías y Carlos Perelli.

## Sinopsis
El dueño de un quebrachal se enamora de una cancionista, que le hace perder su dinero a las cartas. La secuestra pero terminan enamorados.

## Reparto
- Néstor Deval
- Cora Farías
- Carlos Perelli
- Fanny Loy
- Hilda Lamar
- Tomás Cabral
- Roberto Marín
- José Piumatto
- José Puricelli

## Comentarios
Manrupe y Portela escribieron sobre el filme :

”la última película de Ferreyra filmada parcialmente en el Chaco con el director ya enfermo. Casi un largometraje, tiene puntos en contacto con Besos brujos de 1937, con una protagonista por entonces exitosa en la radio, pero que no es Lamarque. Algunos exteriores interesantes y mucho de melodrama simple y mal actuado.”